# Paranemastoma ikarium
Espèce
Synonymes
- Nemastoma ikarium Roewer, 1951

Paranemastoma ikarium est une espèce d'opilions dyspnois de la famille des Nemastomatidae.

## Distribution
Cette espèce est endémique d'Égée-Septentrionale en Grèce. Elle se rencontre sur Ikaría.

## Description
Le mâle holotype mesure 4 mm.

## Systématique et taxinomie
Cette espèce a été décrite sous le protonyme Nemastoma ikarium par Roewer en 1951. Elle est placée dans le genre Paranemastoma par Schönhofer en 2013.

## Étymologie
Son nom d'espèce lui a été donné en référence au lieu de sa découverte, Ikaría.

## Publication originale
- Roewer, 1951 : « Über Nemastomatiden. Weitere Weberknechte XVI. » Senckenbergiana, vol. 32, p. 95–153.